# Gornje Psarjevo
Gornje Psarjevo je naseljeno mjesto u Republici Hrvatskoj u Zagrebačkoj županiji. 

## Zemljopis
Administrativno je u sastavu grada Svetog Ivana Zeline. Naselje se proteže na površini od 8,03 km². 

## Stanovništvo
Prema popisu stanovništva iz 2001. godine u Gornjem Psarjevu živi 477 stanovnika i to u 148 kućanstava. Gustoća naseljenosti iznosi 59,40 st./km².
| broj stanovnika | 280   | 338   | 351   | 451   | 730   | 833   | 844   | 848   | 901   | 864   | 807   | 567   | 531   | 476   | 477   | 467   | 419   |
|                 | 1857. | 1869. | 1880. | 1890. | 1900. | 1910. | 1921. | 1931. | 1948. | 1953. | 1961. | 1971. | 1981. | 1991. | 2001. | 2011. | 2021. |

## Znamenitosti
- Crkva sv. Jurja, zaštićeno kulturno dobro